# Billy West
William Richard "Billy" West (* 16. dubna 1952 Detroit, Michigan) je americký dabér a hudebník. Znám je dabingem v The Howard Stern Show, The Ren & Stimpy Show, Doug, nebo seriálu Futurama (postavy: Philip J. Fry, profesor Farnsworth, Dr. Zoidberg, Zapp Brannigan a další). Dále nadaboval například Bugse Bunnyho a Pepka námořníka.